# تل واسط
تل واسط قرية سورية تتبع ناحية الزيارة في منطقة السقيلبية في محافظة حماة. بلغ عدد سكانها 1254 نسمة في عام 2004 حسب إحصاء المكتب المركزي للإحصاء.

## وصلات خارجية
تل واسط هي قرية صغيرة ذات طابع سكاني تجمعهم صلة قرابة وهم ودودين  بين بعضهم البعض وتربطهم صلة قرابة قوية وقد كان أول من سكن هذه القرية الصغيرة هوا 
عثمان ابن الشيخ علاوي الجرادي  والذي قام بدوره  بجمع اقاربه من القرى والمناطق المجاورة وغيرها ...
وأسكنهم جواره وهكذا تأسست القرية بآهلها الطيبين 
- الوحدات الإدارية في محافظة حماة